# Coral Reef Senior High School
Coral Reef Senior High School is een middelbare school in Richmond Heights, Florida, Verenigde Staten. De directrice is Nicole Bergé-MacInnes. Coral Reef staat plaatselijk bekend als "Miami's Mega Magnet School" omdat het zes verschillende magneetprogramma's aanbiedt.
Volgens Newsweek's overzicht van de 1000 beste scholen in de VS in 2008 stond de school op de 19e plaats in het land, en daarmee op de 4e plaats in de staat Florida. In 2007, 2006 en 2005 stond de school respectievelijk op de 22e, 29e en 13e plaats. Coral Reef staat momenteel op nummer 134 van de beste middelbare scholen in het land.

## Geschiedenis
De school werkt niet in de eerste plaats voor de omliggende wijken, maar neemt aanmeldingen aan van middelbare scholieren uit de hele county. De selectie vindt plaats via een lotingsysteem voor alle magneetprogramma's, behalve voor Visual & Performing Arts, waarvoor toelating is gebaseerd op bekwaamheid; studenten moeten auditie doen voor dit programma. 
Coral Reef heeft drie publicaties: de schoolkrant, Baitline, hun jaarboek, Tsunami, en het literaire tijdschrift van de school, Elysium. De krant wordt maandelijks gepubliceerd, terwijl het jaarboek en het literaire tijdschrift beide jaarlijks worden gepubliceerd. Ook heeft de school een ochtend journaal, CRTV Live (oorspronkelijk bekend als Cudavision, en later aangepast om het kanaalnummer als Cudavision 21 op te nemen).
Coral Reef heeft zes verschillende 'magneten': International Baccalaureate (IB), Health Sciences, Business & Finance, Legal & Public Affairs, Agriscience & Engineering Technology en Visual & Performing Arts.

## Demografie
Coral Reef is 49% hispanic, 31% blank, 25% zwart, 5% aziatisch en 5% anders.